# Eight Days a Week
〈Eight Days a Week〉은 폴 매카트니의 아이디어를 바탕으로 그와 존 레논이 작곡한 영국의 록 밴드 비틀즈의 노래다. 곡은 영국에서는 《Beatles for Sale》에 수록돼 1964년 12월에 출시됐고, 미국에서는 1965년 2월 B면 〈I Don't Want to Spoil the Party〉로 싱글 음반이 발표되어 1965년 3월 13일에서 20일까지 1위를 차지했다. 이후 1965년 6월 미국 음반 《Beatles VI》에 담겨 출시되었고, 비틀즈 컴필레이션 음반 《1》에 수록되어 재출시되었다. 이 노래는 비틀즈가 1년에 걸쳐 이룩한 그들의 빌보드 핫 100의 넘버원 싱글 중 일곱 번째다. 노래의 싱글은 캐나다, 벨기에, 네덜란드에서도 정상에 올랐다.
비틀즈는 노래는 1964년 10월 런던에 있는 EMI 스튜디오에서 녹음했다. 트랙은 페이드인으로 시작하는데, 이는 팝 스튜디오 녹음에서 전례가 없던 것으로 평가된다. 노래의 이름은 론 하워드가 연출하고 비틀즈의 라이브 공연 기간을 다룬 다큐멘터리 영화 《비틀스: 에잇 데이즈 어 위크》의 제목에 기여했다. 적잖은 성공을 거둔 노래였으나 비틀즈는 곡을 높게 평가하지 않았고, 레논은 "lousy(엉터리)"라고 불렀다. 그리고 한 번도 라이브로 공연하지 않았다. 비틀즈의 멤버 중에서 매카트니는 노래를 2013년 3월 4일 브라질 미네이랑에서 열린 아웃 데어! 콘서트에서 처음으로 공연했다.

## 제목
폴 매카트니는 제목에 대해 최소 두 개의 기원이 있다고 말한다. 1984년 《플레이보이》 인터뷰에서 그는 제목을 링고 스타의 말라프로피즘에서 지었다고 말했다. 링고 스타는 〈A Hard Day's Night〉와 〈Tomorrow Never Knows〉의 제목에도 기여한 것으로 간주된다. "그는 자신이 과로한 운전기사인 것처럼 말했습니다. '일주일이 8일 같아(Eight days a week)' 그걸 듣자 우리는 말했어요. '뭐라고? 헉! 바로 그거야!'
매카트니는 이 뒤로부터는 제목에 대해서 웨이브리지에 있는 레논의 집으로 가던 중에 운전기사에게 들었다고 말한다. 《비틀즈 앤솔로지》 책에서 그는 말했다. "보통 그곳까지는 혼자서 운전해서 가지만, 그날은 운전기사가 절 태워줬고 나는 안부를 물었죠. "어떻게 지내세요?" – '아, 힘들게 일하죠,' 그가 말했어요. '일주일에 8일만큼 일하는 것 같아요(working eight days a week).' 2016년 다큐멘터리 영화 《비틀스: 에잇 데이즈 어 위크》의 개봉으로 스타와 론 하워드와 함께한 인터뷰에서, 당시 자신은 운전이 금지되어 있어 운전기사가 대신 레논의 집으로 데려다주던 중 그에게 들었다고 말을 되풀이했다. 스타는 자신이 제목의 기원은 아니라고 말했다.

## 녹음
〈Eight Days a Week〉는 비틀즈가 스튜디오에서 세션 중 편곡을 끝내지 못한 첫 번째 곡이다. 나중에는 이런 일이 흔하게 일어났다. 곡은 10월 6일의 두 녹음 세션에서 7시간 동안 녹음하다 15분씩 쉬면서 녹음되었다. 밴드는 노래의 인트로와 아우트로에 대한 여러 아이디어를 제시했다. 첫 테이크에서는 간단한 통기타 도입부를 녹음했다. 두 번째 테이크와 여섯 번째 테이크까지는 실험적인 '"oo"-ing' 보컬을 도입했다. 이는 마지막에 기타 인트로 때문에 버려졌다. 쓰이지 않은 인트로 테이크와 함께한 마지막 아우트로는 10월 18일에 분산적으로 녹음했다.
완성된 곡은 페이드 인으로 시작하고 이로써 비틀즈가 또다른 최초를 이룩했다고 평가된다. 〈Eight Days a Week〉에 쓰인 페이드인은 그 이전까지 팝 송에서는 쓰인 적이 없던 것이었다. 곡의 기악 편성은 통기타, 전자 기타, 드럼, 오버더빙 박수로 구성돼 있다. 페이드인과 코다 둘 모두에 조지 해리슨의 12현 리켄배커를 사용해 오버더빙한 기타 연주가 포함되었다.

## 발표와 반응
노래는 〈Baby's in Black〉, 〈No Reply〉와 함께 싱글로 발매될 계획이었다. 결국에는 1965면 2월 15일 미국에서만 싱글로 발매되었고, 비틀즈의 일곱 번째 넘버 원 히트가 되었다. B면에는 〈I Don't Want to Spoil the Party〉가 수록되어 있다. 미국에서 발매된 싱글은 《Beatles for Sale》에만 독점적으로 수록되었고, 대응하는 미국 음반 《Beatles '65》에는 수록되지 못했다. 후에 미국 음반 《Beatles VI》의 B면에 수록되어 발매했다.
미국 차트에서, 노래는 1년 동안 일곱 개의 곡을 넘버 원으로 만든 비틀즈의 전대미문의 기록을 가져왔다. 여기에 해당하는 노래는 〈I Want to Hold Your Hand〉, 〈She Loves You〉, 〈Can't Buy Me Love〉, 〈Love Me Do〉, 〈A Hard Day's Night〉, 〈I Feel Fine〉, 그리고 〈Eight Days a Week〉가 있다. 노래는 여섯 번을 연달아 핫 100 넘버원 차트에 정상에 오른 싱글 중 두 번째에 속한다(EP 《4-by the Beatles》는 포함하지 않는다). 여기에 해당하는 싱글은 〈I Feel Fine〉, 〈Ticket to Ride〉, 〈Help!〉, 〈Yesterday〉 그리고 〈We Can Work It Out〉가 있다.

## 참여 인원
- 존 레논 – 보컬, 어쿠스틱 리듬 기타, 박수
- 폴 매카트니 – 보컬, 베이스 기타, 박수
- 조지 해리슨 – 리드 기타, 박수
- 링고 스타 – 드럼, 타악기

이언 맥도널드 제공

## 차트와 판매량
| 차트 (1965)                   | 최고 순위 |
| ----------------------------- | --------- |
| 벨기에 (울트라탑 50 플랑드르) | 1         |
| 캐나다 탑 싱글 (RPM)          | 1         |
| 네덜란드 (싱글 톱 100)        | 1         |
| 미국 빌보드 핫 100            | 1         |
| 미국 캐쉬 박스 탑 100         | 1         |
| 서독 미디어 컨트롤 싱글 차트  | 5         |

| 국가                       | 인증 | 판매량/출하량 |
| -------------------------- | ---- | ------------- |
| 미국 (RIAA)                | 골드 | 1,000,000^    |
| ^출하량을 기반으로 한 인증 |      |               |

## 참고 문헌
- The Beatles (2000). 《The Beatles Anthology》. San Francisco: Chronicle Books. ISBN 0-8118-2684-8.
- Castleman, Harry; Podrazik, Walter J. (1976). 《All Together Now: The First Complete Beatles Discography 1961–1975》. New York, NY: Ballantine Books. ISBN 0-345-25680-8.
- Everett, Walter (2001). 《The Beatles as Musicians: The Quarry Men through Rubber Soul》. New York, NY: Oxford University Press. ISBN 0-19-514105-9.
- Gilliland, John (1969). “The British Are Coming! The British Are Coming!: The U.S.A. is invaded by a wave of long-haired English rockers.”. 《Pop Chronicles》. Digital.library.unt.edu.
- Hertsgaard, Mark (1996). 《A Day in the Life: The Music and Artistry of the Beatles》. London: Pan Books. ISBN 0-330-33891-9.
- Lewisohn, Mark (1988). 《The Complete Beatles Recording Sessions》. London: Hamlyn. ISBN 0-600-61207-4.
- MacDonald, Ian (2005). 《Revolution in the Head: The Beatles' Records and the Sixties》 Seco Revis판. London: Pimlico (Rand). ISBN 1-84413-828-3.
- Miles, Barry (2001). 《The Beatles Diary Volume 1: The Beatles Years》. London: Omnibus Press. ISBN 0-7119-8308-9.
- Sheff, David (2000). 《All We Are Saying: The Last Major Interview with John Lennon and Yoko Ono》. New York: St. Martin's Press. ISBN 0-312-25464-4.